# 洋口镇 (上饶市)
洋口镇，是中华人民共和国江西省上饶市广丰区下辖的一个乡镇级行政单位。

## 行政区划
洋口镇下辖以下地区：
中心街社区、中山街社区、严村社区、洲头社区、洋江社区、湖边社区、祝家墩社区、昆山社区、水北社区、富山村、新村、壶山村、赵塘村、庙林村、莲鼓村、战畈村、梓里村、古城村、和尚渡村、苗山村、蔡村和青桥村。